# Tyskland i olympiska vinterspelen 2002
Tyskland deltog i olympiska vinterspelen 2002. Tysklands trupp bestod av 157 idrottare varav 88 män och 69 kvinnor. Den äldsta idrottaren i Tysklands trupp var Christoph Langen (39 år, 333 dagar) och den yngsta var Stephan Hocke (18 år, 116 dagar).

## Medaljer

### Guld
- Skidskytte
  - Damer, 7,5 km: Kati Wilhelm
  - Damer, 15 km: Andrea Henkel
  - Damer, 4 x 7,5 km stafett: Katrin Apel, Uschi Disl, Andrea Henkel, Kati Wilhelm
- Bob
  - Fyra-manna: Andre Lange, Enrico Kuehn, Kevin Kuske, Carsten Embach
  - Två-manna: Christoph Langen, Markus Zimmerman
- Längdskidåkning
  - Damer, 4 x 5 km stafett: Manuela Henkel, Viola Bauer, Claudia Künzel, Evi Sachenbacher
- Rodel
  - Damer, singel: Sylke Otto
  - Mixad dubbel: Alexander Resch, Patric-Fritz Leitner
- Backhoppning
  - Herrar, K120 lag: Michael Uhrmann, Stephan Hocke, Sven Hannawald, Martin Schmitt
- Skridsko
  - Damer, 1500 m: Anni Friesinger
  - Damer, 3000 m: Claudia Pechstein
  - Damer, 5000 m: Claudia Pechstein

### Silver
- Skidskytte
  - Herrar, 10 km: Sven Fischer
  - Herrar, 20 km: Frank Luck
  - Damer, 10 km Pursuit: Kati Wilhelm
  - Damer, 7,5 km: Uschi Disl
  - Herrar, 4 x 7,5 km stafett: Sven Fischer, Frank Luck, Ricco Gross, Peter Sendel
- Bob
  - Två-Damer: Sandra Prokoff, Ulrike Holzner
- Längdskidåkning
  - Herrar, 1,5 km sprint: Peter Schlickenrieder
  - Damer, 1,5 km sprint: Evi Sachenbacher
- Rodel
  - Herrar, singel: Georg Hackl
  - Damer, singel: Barbara Niedernhuber
- Nordisk kombination
  - Herrar, Sprint: Ronny Ackermann
  - Herrar, lag: Bjoern Kircheisen, Georg Hettich, Marcel Hoehlig, Ronny Ackermann
- Backhoppning
  - Herrar, K90: Sven Hannawald
- Skridsko
  - Damer, 500 m: Monique Garbrecht-Enfeldt
  - Damer, 1000 m: Sabine Völker
  - Damer, 1500 m: Sabine Völker

### Brons
- Alpin skidåkning
  - Damer, Combined: Martina Ertl
- Skidskytte
  - Herrar, 12,5 km jaktstart: Ricco Gross
- Bob
  - Två-damer: Susi Erdmann, Nicole Herschmann
- Längdskidåkning
  - Herrar, 4 x 10 km stafett: Tobias Angerer, Jens Filbrich, Andreas Schluetter, Rene Sommerfeldt
  - Damer, 5 km jaktstart: Viola Bauer
- Rodel
  - Damer, singel: Silke Kraushaar
- Skridsko
  - Herrar, 5000 m: Jens Boden
  - Damer, 500 m: Sabine Völker